# Antsla kommun
Antsla kommun (estniska: Antsla vald) är en kommun i landskapet Võrumaa i sydöstra Estland. Kommunen ligger cirka 210 kilometer sydöst om huvudstaden Tallinn. Staden Antsla utgör kommunens centralort.
1999 uppgick Antsla stad i Antsla kommun. Den 21 oktober 2017 fick kommunen sin nuvarande omfattning när Urvaste kommun uppgick i kommunen.

## Geografi
Terrängen i Antsla vald är platt.

### Klimat
Trakten ingår i den hemiboreala klimatzonen. Årsmedeltemperaturen i trakten är 3 °C. Den varmaste månaden är juli, då medeltemperaturen är 18 °C, och den kallaste är februari, med −12 °C.

## Orter
I Antsla kommun finns en stad, två småköpingar samt 38 byar.

### Städer
- Antsla (centralort)

### Småköpingar
- Kobela
- Vana-Antsla

### Byar
- Anne
- Antsu
- Haabsaare
- Jõepera
- Kaika
- Kassi
- Kikkaoja
- Kirikuküla
- Koigu
- Kollino
- Kraavi
- Kuldre
- Kõlbi
- Litsmetsa
- Luhametsa
- Lusti
- Lümatu
- Madise
- Mähkli
- Oe
- Pihleni
- Piisi
- Rimmi
- Roosiku
- Ruhingu
- Savilöövi
- Soome
- Säre
- Taberlaane
- Toku
- Tsooru
- Uhtjärve
- Urvaste
- Uue-Antsla
- Vaabina
- Viirapalu
- Visela
- Ähijärve